# Баррасс, Малькольм
Малькольм Уильямсон Баррасс (15 декабря 1924, Блэкпул, Ланкашир — 5 августа 2013, Тоттингтон, Северо-Западная Англия) — английский футболист.

## Карьера
Баррасс начал свою профессиональную карьеру с «Болтон Уондерерс» в 1944 году. Он сыграл свой первый матч за Англию 20 октября 1951 года, когда команда сыграла вничью 1:1 с Уэльсом. За свою карьеру он также принял участие в легендарном Финале Мэтьюза, который «Болтон» проиграл со счётом 4:3.
1 августа 1958 года он стал играющим тренером «Уиган Атлетик», заменив Тревора Хитчена. Он сыграл 20 матчей в Ланкаширской Комбинации за «Уиган» и забил пять голов перед уходом из клуба на Новый 1959 год. Новым тренером команды стал Джимми Ширли. В 1963 году Баррасс был тренером «Хайда».

### Матчи Баррасса за сборную
| Матчи и голы Малькольма Баррасса за сборную Англии | Матчи и голы Малькольма Баррасса за сборную Англии | Матчи и голы Малькольма Баррасса за сборную Англии | Матчи и голы Малькольма Баррасса за сборную Англии | Матчи и голы Малькольма Баррасса за сборную Англии | Матчи и голы Малькольма Баррасса за сборную Англии | Матчи и голы Малькольма Баррасса за сборную Англии |
| -------------------------------------------------- | -------------------------------------------------- | -------------------------------------------------- | -------------------------------------------------- | -------------------------------------------------- | -------------------------------------------------- | -------------------------------------------------- |
| №                                                  | Дата                                               | Место проведения                                   | Соперник                                           | Счёт                                               | Голы Баррасса                                      | Соревнование                                       |
| 1                                                  | 20 октября 1951                                    | Ниниан Парк, Кардифф                               | Уэльс                                              | 1:1                                                | -                                                  | Домашний чемпионат Великобритании                  |
| 2                                                  | 14 ноября 1951                                     | Вилла Парк, Бирмингем                              | Северная Ирландия                                  | 2:0                                                | -                                                  | Домашний чемпионат Великобритании                  |
| 3                                                  | 18 апреля 1953                                     | Уэмбли, Лондон                                     | Шотландия                                          | 2:2                                                | -                                                  | Товарищеский матч                                  |

Итого: 3 матчей / 0 голов; 1 победа, 2 ничьи, 0 поражений

## Семья
Его отец, Мэтью, также был профессиональным футболистом. Малкольм родился в Блэкпуле, когда его отец играл за одноимённый клуб.
Внук Малькольма, тоже названный Мэтью, также был профессиональным игроком.
7 июня 1947 года Баррасс женился, супругу звали Джойс. У них есть 2 детей: Линн и Роберт, пара отпраздновала свою алмазную свадьбу в 2007 году.
5 августа 2013 года клуб «Болтон Уондерерс» подтвердил, что Баррасс умер в возрасте 88 лет.